# 誠和梱枹運輸
誠和梱枹運輸株式会社（せいわこんぽううんゆ）は、広島県呉市郷原町に本社を置く総合物流企業である。

## 概要
一般貨物自動車運送業業者として、各種輸送サービスを全国に展開している。

### 創業経緯
配管商社を経営していた創業者、渡邉良孝が“良い物でもお客様の手元に届かなければ意味がない”という考えから製品の輸送のために立ち上げた誠和商会が前身である。配管や配管継手製品の県外への配送増加に伴い、製品の梱包作業の頻度も増加した為、梱包部門を開設すると共に、誠和梱枹運輸株式会社へ社名が変更された。

### 経営理念
私たちは、物流活動を通じ、お客さまや地域社会の発展に貢献することを使命とします。

### 行動指針
1. 私たちは、常に誠意と和をもって行動します。
2. 私たちは、常に新しい可能性にチャレンジします。
3. 私たちは、お客様に安心と満足を提供できるよう努力し続けます。

### 枹の字の理由
通常、梱包のぽうの字は“包”を使用するが、材料に木を使用し木で包むことから“枹”の字をあてている。

### トラックの色の由来
目立つ色をと言う事でオレンジ色をメインカラーに採用している。車両はオレンジ、ホワイト、ネイビーの3色に塗り分けられており、それぞれが
オレンジ＝太陽 ホワイト＝人と大地 ネイビー＝海 をあらわしている。

## 沿革
- 1967年（昭和42年）3月 - 呉市蔵本通に株式会社誠和商会設立
- 1972年（昭和47年）7月 - 一般区域貨物自動車運送業免許取得
- 1972年（昭和47年）12月 - 本社所在地を呉市昭和町に移転同時に社名を誠和梱枹運輸（株）に変更及び梱包部開設
- 1989年（平成元年）5月 - 本社所在地を呉市広白石に新築移転
- 2002年（平成14年）5月 - 本社を現住所地（郷原）に新築移転
- 2017年（平成29年）3月 - 創業50年を迎える

## 営業所一覧
広島県下を中心に、全22営業所を展開する。
中国地区
本社
広島県呉市郷原町字一ノ松光山626-12
東広島支店
広島県東広島市西条町田口字三升原3475
広島営業所
広島県広島市中区十日市町2丁目5-12
広島南営業所
広島県広島市南区出島2丁目19-40
吉川ロジスティクスセンター
広島県東広島市吉川工業団地12-1
山口営業所
山口県山口市秋穂東3790
米子営業所
鳥取県米子市石州府778-2
岡山営業所
岡山県倉敷市東塚6丁目3-1
九州地区
北九州営業所
福岡県北九州市八幡西区洞北町3-16
福岡ロジスティクスセンター
福岡県糟屋郡粕屋町大字内橋756-1
佐賀営業所
佐賀県神埼市神埼町2005-30  長崎営業所
長崎県大村市富の原1丁目1492

近畿地区
香川営業所
香川県高松市勅使町1267-2 入谷ビル1F
たつの営業所
兵庫県たつの市揖西町南山3丁目38
大阪営業所
大阪府茨木市中穂積1丁目1-59 茨木中穂積ビル6F
関東地区
首都圏営業本部
東京都足立区宮城1丁目4-3
横須賀営業所
神奈川県横須賀市浦郷町5丁目2931-27（2F）
厚木営業所
神奈川県厚木市関口140
千葉営業所
千葉県千葉市花見川区犢橋町1621-7
三郷営業所
埼玉県三郷市泉3丁目2-19
東北地区
いわきロジスティクスセンター
福島県いわき市好間工業団地1-26
小名浜輸送センター
福島県いわき市泉町滝尻字亀石町2-11
郡山営業所
福島県安達郡大玉村大山字壇114

## 輸送取扱品目
- 自動車部品、金属製品、機械製品、食料品、アパレル製品、家電製品、住宅建材